# Levana Finkelstein

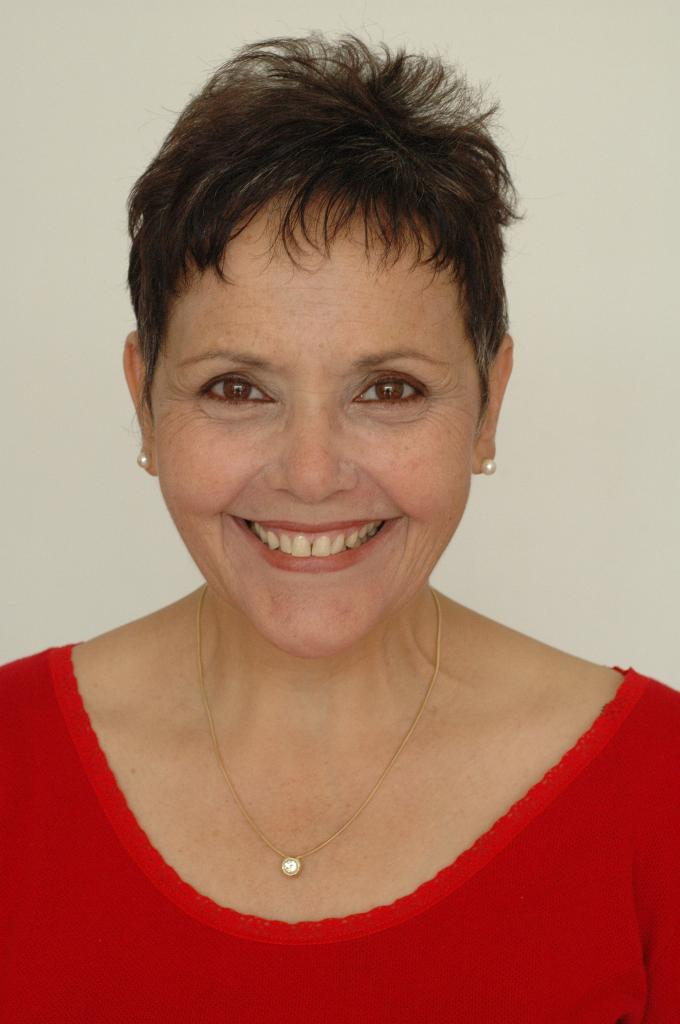
Levana Finkelstein (2006)

Levana Finkelstein (hebräisch לבנה פינקלשטיין; * 21. September 1947) ist eine israelische Schauspielerin und Bildhauerin.

## Leben
Levana Finkelstein stammt ursprünglich aus Sofia, Bulgarien. Doch bereits im Alter von einem Jahr zog die Familie nach Israel. Ihre Jugend verbrachte sie in Tel Aviv-Jaffa. Sie studierte Schauspiel an der Schauspielschule Beit Zvi und in New York City. Anschließend spielte sie Theater, bevor sie in dem 1969 erschienenen und von Menahem Golan inszenierten Drama Margo Sheli an der Seite von Oded Teomi, Avner Hizkiyahu und Abraham Ronai in der Hauptrolle der Margo auf der Leinwand debütierte. Seitdem konnte sie sich sowohl beim israelischen Film als auch auf israelischen Theaterbühnen etablieren und wurde 2009 für ihre Darstellung der Mona in Sharon Maymon und Erez Tadmors Sportkomödie Sumo – Eine Frage der Größe als Beste Nebendarstellerin mit dem israelischen Filmpreis Ophir Award ausgezeichnet und wurde im Jahr 2014 für Am Ende ein Fest als Beste Hauptdarstellerin nominiert.
Als Bildhauerin schafft sie Bronzeskulpturen. Eine Figurengruppe von ihr, welche die bilaterale Freundschaft zwischen Bulgarien und Israel symbolisiert, wurde 2005 in Sofia im Garten des bulgarischen Außenministeriums aufgestellt.

## Filmografie (Auswahl)
- 1969: Margo Sheli
- 1972: Ani Ohev Otach Rosa
- 2006: Die Eskimos von Galiläa (Eskimosim ba Galil)
- 2007: Der kleine Verräter (The Little Traitor)
- 2009: Sumo – Eine Frage der Größe (A Matter of Size)
- 2012: Haolam Mats'hik
- 2014: Am Ende ein Fest (Mita Tova)

## Auszeichnung (Auswahl)
Ophir Award
- 2009: Beste Nebendarstellerin für Sumo – Eine Frage der Größe
- 2014: Nominierung Beste Hauptdarstellerin für Am Ende ein Fest